# Pływanie na Letnich Igrzyskach Olimpijskich 1956 – 4 × 100 m stylem dowolnym kobiet
Sztafeta 4 × 100 m stylem dowolnym kobiet – jedna z konkurencji pływackich rozgrywanych podczas XVI Igrzysk Olimpijskich w Melbourne. Eliminacje odbyły się 4 grudnia, a finał 6 grudnia 1956 roku.
Faworytkami wyścigu były Australijki, które wcześniej zdominowały podium w indywidualnej rywalizacji na dystansie 100 m stylem dowolnym. W finale, na półmetku wyścigu reprezentantki gospodarzy nieznacznie prowadziły, ale podczas trzeciej zmiany Australijka Sandra Morgan została wkrótce wyprzedzona przez Nancy Simons ze Stanów Zjednoczonych. Na kilka metrów przed rozpoczęciem ostatniej zmiany Morgan jednak znakomicie finiszowała i zapewniła Lorraine Crapp niewielką przewagę nad Amerykankami. Ostatecznie złoty medal zdobyła sztafeta australijska w składzie: Dawn Fraser, Faith Leech, Sandra Morgan, Lorraine Crapp. Australijki ustanowiły także nowy rekord świata (4:17,1) i o 2,2 s wyprzedziły drugą na mecie sztafetę amerykańską (4:19,2), która także uzyskała czas lepszy od starego rekordu świata. Brąz wywalczyły reprezentantki Związku Południowej Afryki (4:25,7), wyprzedzając o 0,4 s Niemki (4:26,1).

## Rekordy
Przed zawodami rekord świata i rekord olimpijski wyglądały następująco:
| Rekord            | Reprezentacja                                                                                     | Czas   | Miejsce   | Data                 |       |
| ----------------- | ------------------------------------------------------------------------------------------------- | ------ | --------- | -------------------- | ----- |
| Rekord świata     | Australia · Lorraine Crapp · Dawn Fraser · Faith Leech · Margaret Gibson                          | 4:19,7 | Melbourne | 25 października 1956 |       |
| Rekord olimpijski | Węgry · Ilona Novák (1:07,8) · Judit Temes (1:05,8) · Éva Novák (1:05,1) · Katalin Szőke (1:05,7) | 4:24,4 | Helsinki  | 1 sierpnia 1952      | [ 1 ] |

W trakcie zawodów ustanowiono następujące rekordy:
| Data      | Etap konkurencji | Reprezentacja                                                                                              | Czas   | Rekord |
| --------- | ---------------- | --- | ------ | ------ |
| 6 grudnia | finał            | Australia · Dawn Fraser (1:04,0) · Faith Leech (1:05,3) · Sandra Morgan (1:04,7) · Lorraine Crapp (1:03,1) | 4:17,1 | WR     |

## Wyniki

### Eliminacje
| Miejsce | Wyścig | Państwo                       | Zawodniczka                                                                                        | Czas   | Uwagi |
| ------- | ------ | ----------------------------- | -------------------------------------------------------------------------------------------------- | ------ | ----- |
| 1.      | 2      | Australia                     | Margaret Gibson (1:06,4) Sandra Morgan (1:05,4) Elizabeth Fraser (1:07,3) Faith Leech (1:05,9)     | 4:25,0 | Q     |
| 2.      | 1      | Południowa Afryka             | Jeanette Myburgh (1:07,3) Susan Roberts (1:06,5) Moira Abernethy (1:08,2) Natalie Myburgh (1:04,8) | 4:26,8 | Q     |
| 3.      | 1      | Stany Zjednoczone             | Betty Brey (1:07,9) Nancy Simons (1:05,5) Kay Knapp (1:08,2) Marley Shriver (1:05,7)               | 4:27,3 | Q     |
| 4.      | 1      | Wspólna Reprezentacja Niemiec | Ingrid Künzel (1:07,6) Hertha Haase (1:05,5) Kati Jansen (1:07,0) Birgit Klomp (1:07,4)            | 4:27,5 | Q     |
| 5.      | 2      | Węgry                         | Judit Temes (1:07,1) Mária Littomeritzky (1:07,1) Katalin Szőke (1:07,0) Valéria Gyenge (1:06,9)   | 4:28,1 | Q     |
| 6.      | 2      | Kanada                        | Virginia Grant (1:06,7) Gladys Priestley (1:07,7) Sara Barber (1:08,1) Helen Stewart (1:06,8)      | 4:29,3 | Q     |
| 7.      | 2      | Szwecja                       | Anita Hellström (1:08,3) Birgitta Wängberg (1:07,7) Karin Larsson (1:07,4) Kate Jobson (1:06,7)    | 4:30,1 | Q     |
| 8.      | 1      | Wielka Brytania               | Frances Hogben (1:08,3) Margaret Girvan (1:08,6) Fearne Ewart (1:09,3) Judy Grinham (1:07,4)       | 4:34,6 | Q     |
| 9.      | 2      | Japonia                       | Hitomi Jinno (1:07,8) Eiko Wada (1:08,1) Yoshiko Sato (1:08,8) Yukiko Otaka (1:11,3)               | 4:35,8 |       |
| 10.     | 1      | Francja                       | Odile Vouaux (1:08,4) Viviane Gouverneur (1:10,4) Ginette Sendral (1:10,6) Héda Frost (1:07,2)     | 4:36,6 |       |

### Finał
| Miejsce | Państwo                       | Zawodniczka                                                                                        | Czas   | Uwagi |
| ------- | ----------------------------- | -------------------------------------------------------------------------------------------------- | ------ | ----- |
| 1. !    | Australia                     | Dawn Fraser (1:04,0) Faith Leech (1:05,3) Sandra Morgan (1:04,7) Lorraine Crapp (1:03,1)           | 4:17,1 | WR    |
| 2. !    | Stany Zjednoczone             | Sylvia Ruuska (1:06,3) Shelley Mann (1:03,9) Nancy Simons (1:04,6) Joan Rosazza (1:04,4)           | 4:19,2 |       |
| 3. !    | Południowa Afryka             | Natalie Myburgh (1:07,7) Susan Roberts (1:05,3) Moira Abernethy (1:08,0) Jeanette Myburgh (1:04,7) | 4:25,7 |       |
| 4.      | Wspólna Reprezentacja Niemiec | Ingrid Künzel (1:06,6) Hertha Haase (1:06,7) Kati Jansen (1:05,7) Birgit Klomp (1:07,1)            | 4:26,1 |       |
| 5.      | Kanada                        | Helen Stewart (1:07,1) Gladys Priestley (1:07,1) Sara Barber (1:07,5) Virginia Grant (1:06,6)      | 4:28,3 |       |
| 6.      | Szwecja                       | Anita Hellström (1:08,8) Birgitta Wängberg (1:07,7) Karin Larsson (1:07,4) Kate Jobson (1:06,1)    | 4:30,0 |       |
| 7.      | Węgry                         | Mária Littomeritzky (1:09,9) Katalin Szőke (1:06,7) Judit Temes (1:06,7) Valéria Gyenge (1:07,8)   | 4:31,1 |       |
| 8.      | Wielka Brytania               | Frances Hogben (1:08,8) Judy Grinham (1:09,0) Margaret Girvan (1:09,4) Fearne Ewart (1:08,6)       | 4:35,8 |       |